# Cervera del Llano
Cervera del Llano település Spanyolországban, Cuenca tartományban.  Lakosainak száma 209 fő (2024).

## Népesség
A település népessége az utóbbi években az alábbiak szerint változott:
| Lakosok száma | 319  | 296  | 277  | 277  | 269  | 241  | 226  | 221  | 217  | 209  |
|               | 2001 | 2004 | 2006 | 2009 | 2011 | 2014 | 2016 | 2019 | 2021 | 2024 |